# Cachoeira Grande
Cachoeira Grande este un oraș în Maranhão (MA), Brazilia.